# ميناء موندرا
ميناء موندرا هو أول ميناء خاص في الهند وأكبر ميناء للحاويات، ويقع على الشواطئ الشمالية لخليج كوتش بالقرب من موندرا بمنطقة كوتش بولاية غوجارات. كانت تديره في السابق شركة ميناء موندرا والمنطقة الاقتصادية الخاصة المحدودة (MPSEZ) المملوكة لمجموعة أداني، وتم توسيعه لاحقًا إلى شركة أداني للموانئ والمنطقة الاقتصادية الخاصة المحدودة (APSEZ) التي تدير العديد من الموانئ. في السنة المالية 2020-2021، قام ميناء موندرا بمناولة 144.4 مليون طن من البضائع.

## التاريخ
يعد ميناء موندرا أول منطقة اقتصادية خاصة قائمة على الموانئ متعددة المنتجات في الهند (SEZ). تمتلك الشركة حاليًا قدرة سنوية على مناولة البضائع تبلغ 338 مليون طن متري اعتبارًا من فبراير 2015.
تم وضع تصور لتطوير ميناء أداني والمنطقة الاقتصادية الخاصة المحدودة من قبل رجل الأعمال السيد غوتام أداني. كان ميناء موندرا هو أول ميناء تم تطويره في أكتوبر 1998 برصيف واحد فقط. في فترة قصيرة مدتها 12 عامًا فقط، حقق ميناء موندرا 10 كرور روبية (100 مليون) طن متري من البضائع التجارية في عام واحد وبذلك أصبح أكبر ميناء تجاري في الهند. سجل ميناء موندرا أسرع معدل نمو سنوي مركب يزيد عن 35% في قطاع الموانئ في جميع أنحاء الهند.
يقع ميناء موندرا في شمال خليج كوتش، على طريق الطرق البحرية الرئيسية ومتصل عبر السكك الحديدية والطرق البرية والجوية وخطوط الأنابيب. وهذا يجعلها بوابة مفضلة للبضائع المتجهة غربًا. وقد تم تصميم الميناء للتعامل مع جميع أنواع البضائع. الحاويات، والسائبة الجافة، والسائبة، والبضائع السائلة والسيارات.

## الميناء
يحتوي الميناء على تسعة أرصفة يبلغ إجمالي طولها 1.8 ألف متر وبأعماق تتراوح بين 9 إلى 16.5 متر. ويبلغ طول الرصيف الأول 275 متر وعمق 15.5 متر ويتسع لسفن تصل حمولتها إلى 75 ألف طن حمولة ساكنة. ويبلغ طول الرصيف الثاني 180 متر وعمقه 13 متر ويتسع لسفن تصل حمولتها إلى 30 ألف طن حمولة ساكنة. استيعاب السفن حتى 60 ألف طن حمولة ساكنة، ويبلغ طول كل من الرصيفين 3 و4 225 متر؛ الرصيف 3 يبلغ عمقه 14 متر، والرصيف 4 يبلغ عمقه 12 متر. ويبلغ طول الرصيفين 5 و6 250 متر وعمق 14 متر، ويمكنهما استيعاب سفن تصل حمولتها إلى 150 ألف طن حمولة ساكنة. يبلغ طول كل من الرصيفين 7 و 8 175 متر وعمق 12 متر ويمكنهما استيعاب سفن تصل حمولتها إلى 40 ألف طن حمولة ساكنة. يبلغ طول رصيف البارج 80 متر وعمقه 6 أمتار ويتسع لسفن تبلغ حمولتها 2500 طن حمولة ساكنة.

## التخزين
يوفر ميناء موندرا 21 مستودع مغلق على رصيف الميناء بسعة 1.37 ألف (137 ألف) متر مربع لتخزين القمح والسكر والأرز والأسمدة والمواد الخام للأسمدة والكعك منزوع الزيت. يوفر الميناء 8.8 ألف (880 ألف) متر مربع من التخزين المفتوح لألواح الفولاذ والملفات والألواح والكلنكر والخردة والملح وفحم الكوك والبنتونيت والفحم. تتوفر مساحة تخزين مفتوحة إضافية تبلغ 26 ألف متر مربع بجانب السكك الحديدية. ويوفر الميناء أيضًا منشأة لتنظيف القمح بقدرة على التعامل مع 1200 طن متري يوميًا ومنشأة لفرز وتصنيف الأرز يمكنها التعامل مع 500 طن متري يوميًا.

## التوسعة
يخطط ميناء موندرا للعديد من الإضافات والتحسينات. وهناك محطتان للطاقة الحرارية قيد الإنشاء ستنتجان أكثر من 8600 ميجاوات. من المقترح أن يقع موقع المحطة الجديد على بعد حوالي عشرة أميال بحرية غرب المحطات الحالية في ميناء موندرا. ستحتوي المحطة في نهاية المطاف على ثلاثة أرصفة بحرية في المياه العميقة ومجموعتين من ساحات تخزين الفحم وخام الحديد وغيرها من البضائع السائبة الجافة. تدرس جمهورية كازاخستان بناء محطة في ميناء موندرا لتوفير وصول مباشر للبضائع الهندية إلى آسيا الوسطى عبر خط السكة الحديد بين إيران وتركمانستان وكازاخستان.
بالإضافة إلى ذلك، سيتم تطوير حوض ميناء موندرا الواقع على الجانب الجنوبي من جزيرة نافينال على مرحلتين لتعزيز الكوركارما. ومن المقرر أن تكتمل المرحلة في عام 2010، وستشمل حواجز الأمواج، والتجريف، والاستصلاح، بالإضافة إلى بناء محطة حاويات الحوض، ورصيفين لخدمات الدحرجة، ورصيف للسفن الحرفية، ومرافق الدعم والمساندة. وسيتم توسعة خط السكة الحديد وإضافة رصيف جديد مخصص للغاز الطبيعي المسال. يقوم ميناء موندرا أيضًا بتحديث شبكة الطرق الخاصة به، وإضافة مسارين إلى الطريق الحالي المكون من مسارين.
يتمتع ميناء موندرا بالقدرة على التعامل مع 338 مليون طن متري من البضائع سنويًا - وهو الأكبر بين جميع الموانئ التشغيلية في الهند. قام ميناء موندرا بمناولة 14.44 كرور روبية (144.4 مليون) طن متري من البضائع في السنة المالية 2020-21 وهو أكبر ميناء تجاري في الهند من حيث حجم البضائع التي تمت مناولتها.
لم يكن ميناء موندرا رائدًا في مفهوم نموذج الميناء المتكامل ذو المسودة العميقة فحسب، بل أيضًا في المناطق الاقتصادية الخاصة القائمة على الموانئ. من المخطط أن تمتد المنطقة الاقتصادية الخاصة متعددة المنتجات التي تتكون من ميناء موندرا والمناطق المحيطة به على مساحة 135 كيلومتر مربع (13500 هكتار). حاليًا، تنتشر المنطقة الاقتصادية الخاصة متعددة المنتجات التي تم إخطارها على مساحة 6473 هكتار، بالإضافة إلى 168 هكتار إضافية تم إخطارها كمنطقة تخزين للتجارة الحرة.